# 御城
御城（琉球語：／ ；日语： gusuku）是指存在於琉球群島的石牆建築。在琉球語中是指用石塊圈圍之地，雖然其著名者以城堡的形式為人所知，如首里城、今歸仁城等等，但也有許多作為倉庫或村落護牆的御城。
御城與日式城堡有很大的差異。雖然在日語中以「城」的漢字作為書寫，但是發音與日本城堡（日语：しろ、Shiro）不同。起源的原因尚未有定論，但有三種說法為「聖域說」、「集落說」及「城堡說」，可以確定的是，御城中必然可以找到「御嶽」，也就是祭祀場所。現時很多琉球城堡遺址列入為世界遺產。

## 主要的御城

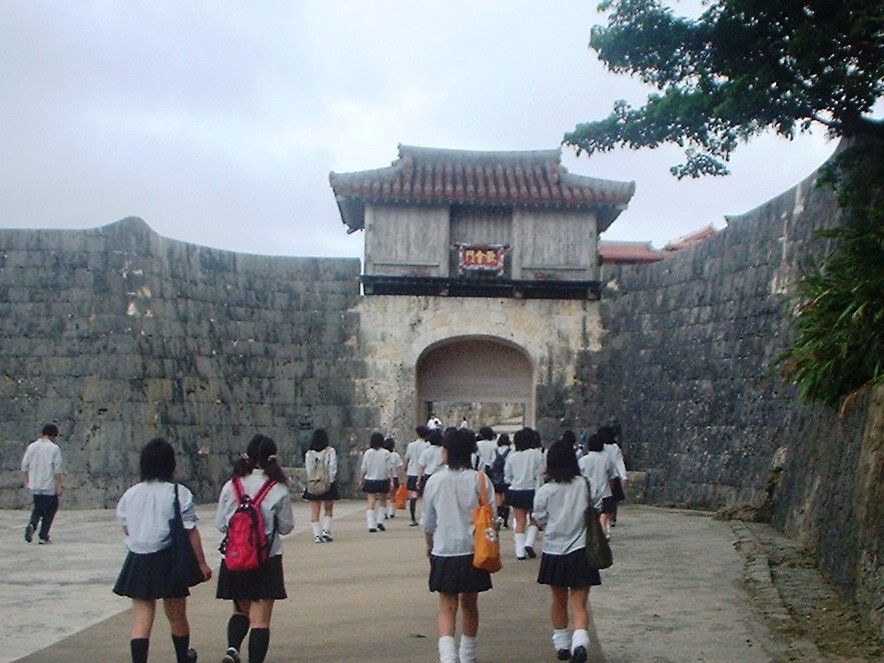
首里城歡會門
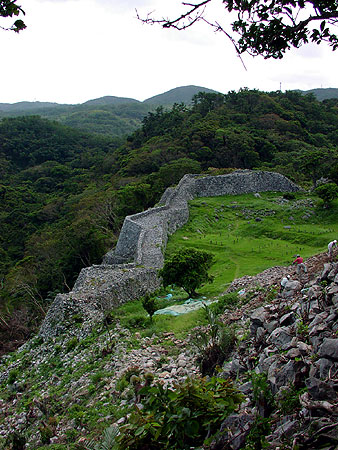
懸崖城牆

- 沖繩本島
  - 首里城
  - 座喜味城
  - 勝連城
  - 中城城
  - 今歸仁城
  - 糸数城
  - 南山城

- 奄美群島
  - 邊留城
  - 世之主城

- 首里城歡會門
- 懸崖城牆

## 外部連結
- （日語）
- （日語）http://www.amami-jc.com/ （页面存档备份，存于）